# Кубок России по регби 2008
Кубок России по регби 2008 — российское соревнование по регби, проводимое Союзом регбистов России (СРР) среди регбийных клубов России.
В сезоне 2008 года первый этап чемпионата России одновременно является предварительным этапом кубка России.

## Регламент
Команды, занявшие по итогам первого этапа 1-е и 2-е места в региональном турнире, выходят в полуфиналы кубка России 2008 года. Полуфинальные пары: 1-я команда зоны «Восток» — 2-я команда зоны «Запад», 1-я команда зоны «Запад» — 2-я команда зоны «Восток».
Полуфинальные матчи проводятся 4 ноября 2008 года на полях команд, занявших 1-е места в региональных соревнованиях на первом этапе чемпионата России.
Финал кубка России должен был состояться 9 ноября 2008 года.
Если в финал кубка России выходит хотя бы одна команда из Красноярска, то финал будет проведен на центральном стадионе г. Красноярска.

## 1/2 финала
По результатам первого этапа чемпионата России 2008 года в полуфинал кубка попали Енисей-СТМ и РК Новокузнецк от зоны «Восток», а от зоны «Запад» ВВА-Подмосковье и Слава.
В связи финансовыми трудностями РК Новокузнецк не смог выступить в полуфинале Кубка  и его заменил Красный Яр
25 октября (суббота)
ВВА-Подмосковье — Красный Яр 91:5
Енисей-СТМ — Слава 76:3

## Финал
Финал был перенесён на май 2009 года, в Красноярск, в связи с играми в ноябре 2008 года сборной России в Кубке Европейских Наций
9 мая 2009 года (суббота)
Енисей-СТМ 17:16 ВВА-Подмосковье